# Schendyla rhodopensis
Schendyla rhodopensis är en mångfotingart som beskrevs av Łukasz Kaczmarek 1969. Schendyla rhodopensis ingår i släktet Schendyla och familjen småjordkrypare. Inga underarter finns listade i Catalogue of Life.